# Chrysops discalis
Chrysops discalis är en tvåvingeart som beskrevs av Samuel Wendell Williston  1880. Chrysops discalis ingår i släktet Chrysops och familjen bromsar. Inga underarter finns listade i Catalogue of Life.